# 南伯萊恩 (阿肯色州)
南伯奈恩（英語：Number Nine）是位於美國阿肯色州密西西比縣的一個非建制地區。該地的面積和人口皆未知。

## 地理
南伯奈恩的座標為35°59′16″N 89°48′27″W / 35.98778°N 89.80750°W，而該地的平均海拔高度為79米（即259英尺）。